# Hélène Le Jeune
Hélène Le Chevalier
Pour les articles homonymes, voir Lejeune.

Hélène Le Jeune, née Le Chevalier le 22 avril 1917 à Kergrist-Moëlou et morte le 15 avril 2006 à Durfort, est une résistante et femme politique française. Membre du Parti communiste français, elle est députée des Côtes-du-Nord de 1946 à 1951.

## Biographie

### Formation
Hélène Le Jeune est née dans une famille de sabotier. Major du concours de recrutement d'institutrices des Côtes-du-Nord en 1935, elle n'est pas admise à l'école normale du fait de son état de santé car on suspecte qu'elle a la tuberculose. Grâce à l'intercession de Louis Guilloux, dont la femme est une de ses amies, Hélène Le Chevalier obtient d'y être finalement admise en 1939, après son succès au baccalauréat.

### Engagement militant
En contact avec les militants communistes par le biais de son frère, secrétaire de la cellule de Kergrist-Moëlou, c'est cependant par sa rencontre avec deux institutrices exerçant dans l'école où elle est affectée comme suppléante à la rentrée 1939, Maria Chevallier et Elise Masson, qu'elle s'engage dans la Résistance communiste à partir de 1940.
En même temps qu'elle participe à la reconstruction du parti communiste dans la clandestinité, elle œuvre au sein du Secours populaire. Arrêtée en mars 1943, internée quelques mois, elle est finalement libérée en décembre, mais passe aussitôt dans la clandestinité. Elle est alors chargée de tâches de secrétariat auprès de l'état-major communiste local.
Dès les premiers temps de la Libération, elle crée avec Madeleine Bello le groupe départemental de l'Union des femmes françaises.
Mariée en août 1945, elle prend le nom de son époux, Jean Le Jeune.

### Engagement politique
Entrée au comité départemental du PCF en 1945, elle est candidate en 1945 aux élections législatives, puis de nouveau en 1946, sans être élue.
Elle devient cependant députée le 31 janvier 1947, suppléant Auguste Le Coent, devenu sénateur. De nouveau candidate en troisième position sur la liste communiste en 1951, elle n'est pas réélue, le PCF pâtissant du système des apparentements qui le prive de tout élu dans les Côtes-du-Nord.
En 1950, son mari, Jean Lejeune, qu'elle avait épousé en août 1945, était l'un des accusés célèbres du « procès des douze de Saint Brieux en janvier 1951 », militants communistes arrêtés et jugés pour avoir fait obstacle au passage d'un convoi ferroviaire d'armements.
Mutée dans la Manche, à sa demande, en 1954, elle n'a plus ensuite de responsabilités politiques importantes.

## Postérité
Elle inspire à Louis Guilloux le personnage de Monique dans Le Jeu de patience.